# Toyger

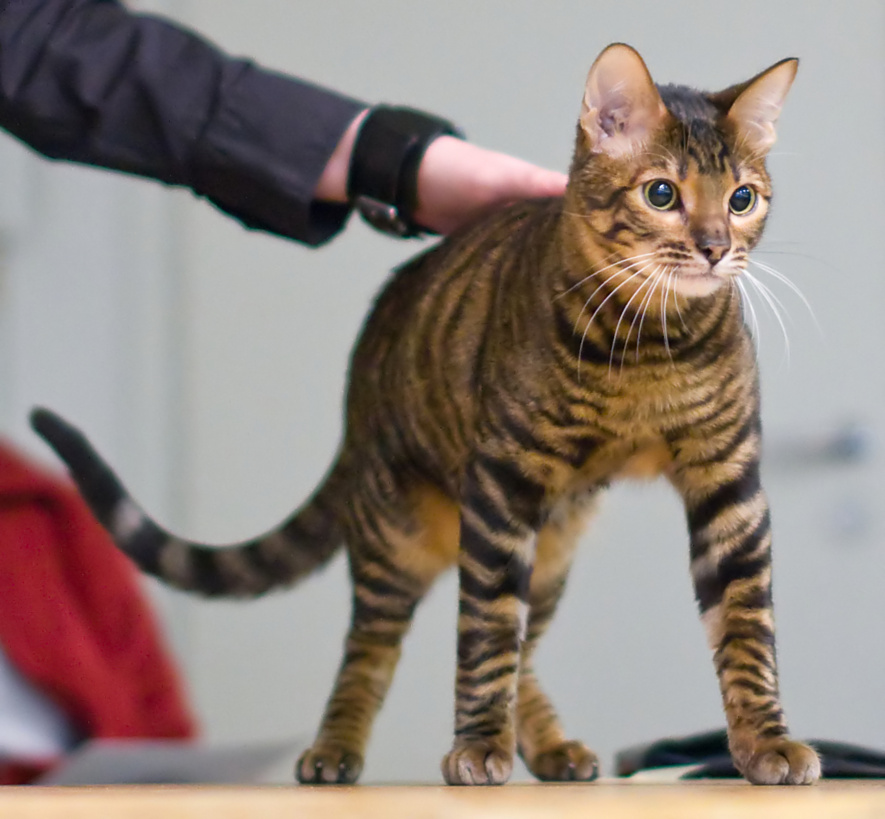
Toyger

Toyger – rasa kotów będąca wynikiem krzyżówki krótkowłosych pręgowanych kotów domowych i kotów bengalskich (od lat osiemdziesiątych XX wieku), aby ubarwieniem przypominały tygrysy. Rasę zapoczątkowała Judy Sugden; oświadczyła, że celem wyhodowania tej rasy było zachęcenie ludzi do zainteresowania się losem tygrysów żyjących na wolności. Zostały uznane za „Wyłącznie zarejestrowane” (toygery nie mogły być wówczas wystawiane) przez TICA na początku lat dziewięćdziesiątych i w 2007 została zaakceptowana jako pełna rasa. W Stanach Zjednoczonych jest około dwudziestu hodowców tej rasy i piętnastu lub więcej w reszcie świata.

## Historia
Rasa rozwinęła się w 1980 roku, kiedy Judy Sugden, hodowca szukający różnicy pomiędzy pręgami mackerel u kotów tabby, zauważyła charakterystyczne umaszczenie u jednego z jej kotów. Te małe punkty występujące na skroniach pyszczka (miejsce pozbawione zazwyczaj wyraźnych wzorów) udowodniły, że okrągłe wzory występujące u tygrysów pojawiają się także u kotów domowych. Po przywiezieniu z ulic Indii samca z widocznymi plamami, zrywającymi typowe pręgi na górnej części głowy, rozpoczęła się misja stworzenia toygera. Starannie wybrano około czterdzieści kotów z różnych krajów. Każdy z nich dostarczał podstaw do konkretnych, pożądanych cech, które mogły być przekazane dalej dzięki ostrożnemu rozmnażaniu. 
Nazwa rasy toyger jest połączeniem angielskich słów toy (zabawka oraz określenie ras miniaturowych)  i tiger (tygrys).
Pierwsza hodowla toygerów w Polsce zaczęła działać w 2014 r.

## Standardy rasy
Wymienione niżej cechy pochodzą z 2003. Zostały przedstawione przez TICA.
- Kształt głowy: średniej wielkości, owalna, z cylindrycznym kształtem pyszczka.
- Uszy: małe i okrągłe. Szeroki w stosunku do głowy i nachylone 45 stopni w kierunku środka oka. Krótkie, ale gęsto owłosione skronie i uszy. Końcówki uszu typowe dla rysia nie są pożądane.
- Oczy: średniej wielkości, zaokrąglone. Szeroko rozstawione, cofnięte, z niewielkim spadkiem w kierunku podstawy ucha. Preferowany głęboki, intensywny kolor.
- Kufa: bardzo wyraźnie zaznaczona, długa, szeroka i głęboka, z zaokrąglonymi brzegami. Cały pyszczek przypomina kształtem odwrócone serce.
- Nos: umięśniony, długi, szeroki i zaokrąglony, rozszerzający się ku końcówkom przynajmniej do szerokości równej przestrzeni między oczami.
- Tułów: Od średniego do głębokiego, długi i muskularne z zaokrąglonymi konturami; silny i mocny, ale nie toporny.
- Stopy i nogi: średniej długości, przestrzeń między podłożem a ciałem jest mniej więcej równa głębokości tułowia. Masywne kości.
- Ogon: bardzo długi i gruby. Zakończenie jest nieznacznie zaokrąglone. Sierść gęsta i krótka.
- Umięśnienie: Bardzo muskularne, zwłaszcza u młodych samców.
- Długość sierści: Futro jest równomiernie krótkie. Może być go więcej w okolicach szyi i podgardla.
- Kolor: Pręgi powinny być prawie czarne, brązowe powinno być prawie czarne, brązowe lub podpalane. Preferowany jest kolor bazowy o barwie jasnej dyni z bardzo ciemnymi pręgami. Jasny kolor podstawowy powinien być jak najbardziej zbliżony do bieli.
- Układ obrazu: Umaszczenie pręgowane „mackerel”. Kontrast pomiędzy kolorem bazowym a pręgami powinien być bardzo wyraźny.
- Pręgi: Pręgi na ciele powinny być pionowo dopasowane do kolistych pręg na szyi, nogach i ogonie. Preferowane są grube, przeplatane i niejednolite pręgi. Brzuch i wewnętrzna strona nóg musi być pokryta pręgami. Poduszki łap i czubek ogona powinny być czarne.
- Głowa: Pręgi i plamki na pyszczku powinny być umiejscowione równo wokół oczu i nosa. Tradycyjne pręgi, rozchodzące się promieniście od pyszczka są niepożądane. Jasne, prawie białe plamki na tylnej części uszu są pożądane. Przy samych oczach oprawa musi być czarna, natomiast dalej biała.